# Hololena atypica
Hololena atypica är en spindelart som beskrevs av Chamberlin och Ivie 1942. Hololena atypica ingår i släktet Hololena och familjen trattspindlar. Inga underarter finns listade i Catalogue of Life.